# ポートランドにおける日本人の歴史

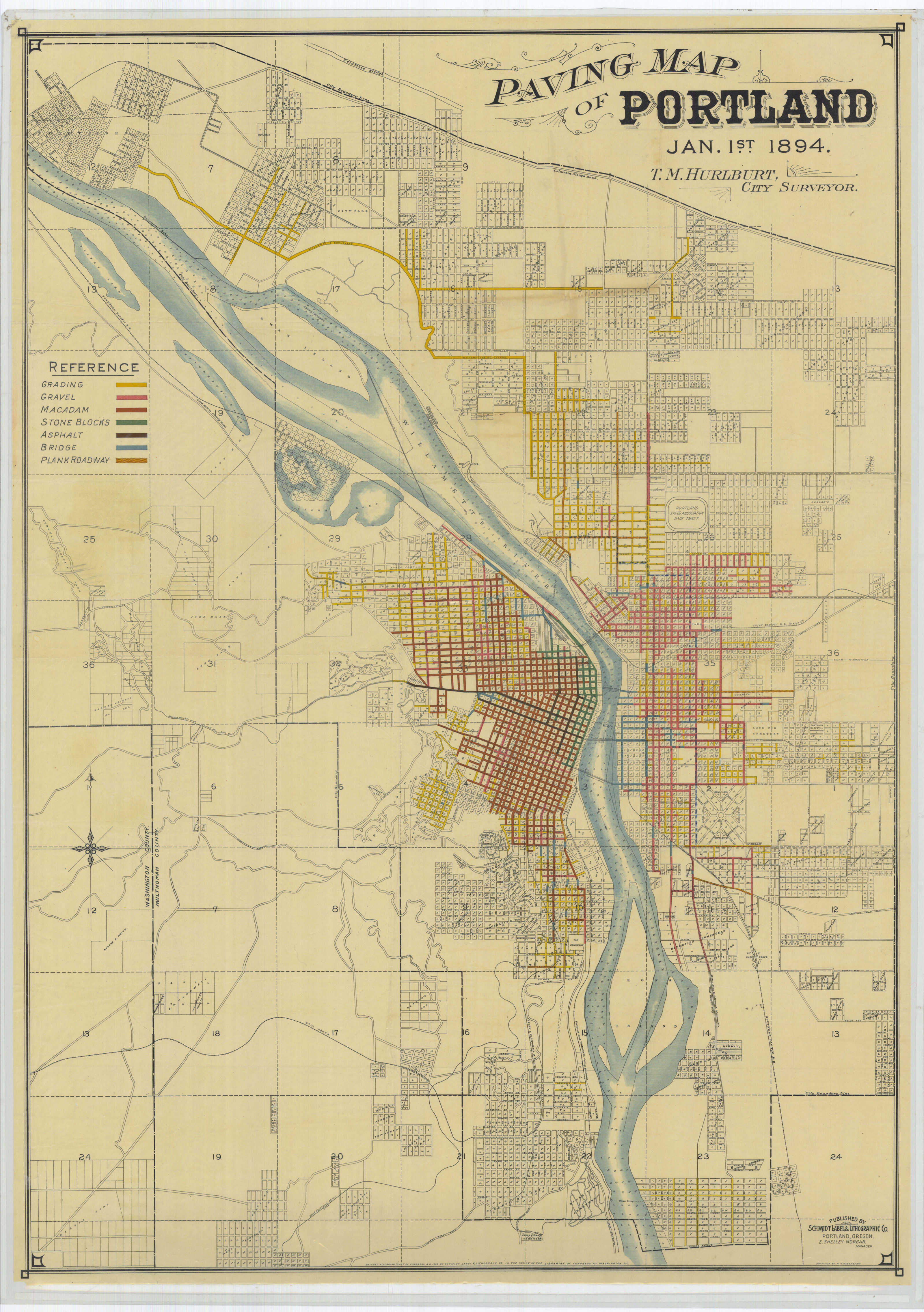
ウィラメット川沿いの1894年のポートランドの市街図

ポートランドにおける日本人の歴史（ポートランドにおけるにほんじんのれきし、英:History of the Japanese in Portland, Oregon）では、ポートランドやポートランド都市圏における日本人および日系アメリカ人の歴史について説明する。
オレゴン州ポートランド地域の日系アメリカ人と日本人駐在員の歴史は、19世紀初頭にさかのぼる。大規模な移民は1890年代に始まり、太平洋岸北西部において、林業と鉄道産業が成長し、1882年の中国人排斥法の後、清国が支配する地域からの新しい労働者の移民が制限された。

## 歴史

### 黎明期

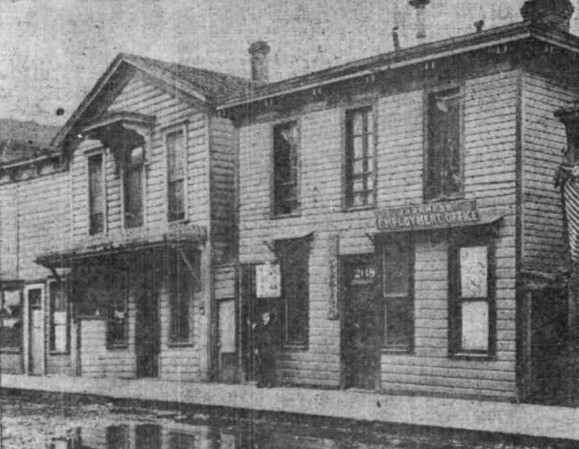
1905年にチャイナタウンにある日本所有の建物

オレゴン州並びにポートランド地域で初めて移住した日本人は、1834年に漁船が太平洋沖に漂流した後、マーシーフィールド付近で漂流し、3名が存命した。そのうち、存命者三名の一人である鈴木金蔵が、当時オレゴン州領だったバンクーバーに数ヶ月住んでいたという。彼らは、台風に巻き込まれ、損傷を受け、コースから遠く離れて吹き飛ばされた日本の米輸送船の数少ない生存者だった。 1年以上海上で過ごした後、彼らの無謀な船はついにオリンピック半島の北西の角に浜辺に着き、そこで彼らは先住民のマカ族に一時的に奴隷にされた。3人のアジア人捕虜の話を聞いたとき、ハドソン湾会社のコロンビア地区の主任仲買人であるジョン・マクローリンは彼らの釈放を確保し、バンクーバー砦に配達させた。彼らはコロンビア川のほとりに沿って数ヶ月滞在した後、最終的にロンドンに向かい、その後アジアに戻った。

### オレゴン州での最初の日系アメリカ人
ポートランドに永住した最初の日系人は、1880年に家族と一緒にこの地域に引っ越してきた一世でスコットランド出身のアンドリュ・マッケノン大尉の妻であり、当時27歳の岩越ミヨだったと言われてる。彼女には、兄の力蔵、そして娘のタマを伴い渡米した。家族はすぐにグレシャムの南東にてトレ・ソーミル工場を設立し、その後その周辺地域はオレゴン州オリエントとして知られるようになった。マッケノン大尉が6年後に66歳で亡くなられた。しかし、数年後、彼の娘のジュエル・マッキノンは、1889年にオレゴンでの最初の日本風の結婚式で実業家の高木真太郎と結婚した。ポートランドの中国系アメリカ人コミュニティと協力していた輸入業者の高木は、1885年にオレゴンに到着した。彼の輸入事業からの収入で、彼の妻と彼の義母は、ポートランドで成長する日本人コミュニティのための重要な共同センターとして役立つレストランを見つけることになった。岩越ミヨは1931年に亡くなり、記念碑として杉の木が植えられ、グレシャムパイオニア墓地に埋葬された。 1988年5月29日、地元の日系アメリカ人コミュニティとグレシャム歴史協会によって墓石が彼女に捧げられた。

### コミュニティの成長
ポートランドへの大規模な日本の移民は、1890年代後半に始まり、労働者が太平洋岸北西部周辺の鉄道、農業、林業などに従事し、主に10代後半または20代前半の独身者を引き付け始めた。これは、1882年の中国人排斥法によって引き起こされた労働力不足に対応したものであり、反中国感情と反中国暴力の高まりにより、安価な中国人労働者の輸入が10年間妨げられた。これらの日本人労働者の多くがポートランドを通過し始めると、ホテル、浴場、ランドリー、食料品店、理髪店、その他のサービス指向のビジネスの必要性が高まり、ウィラメット川周辺の低家賃地域に沿って日本人コミュニティが成長するようになった 。 

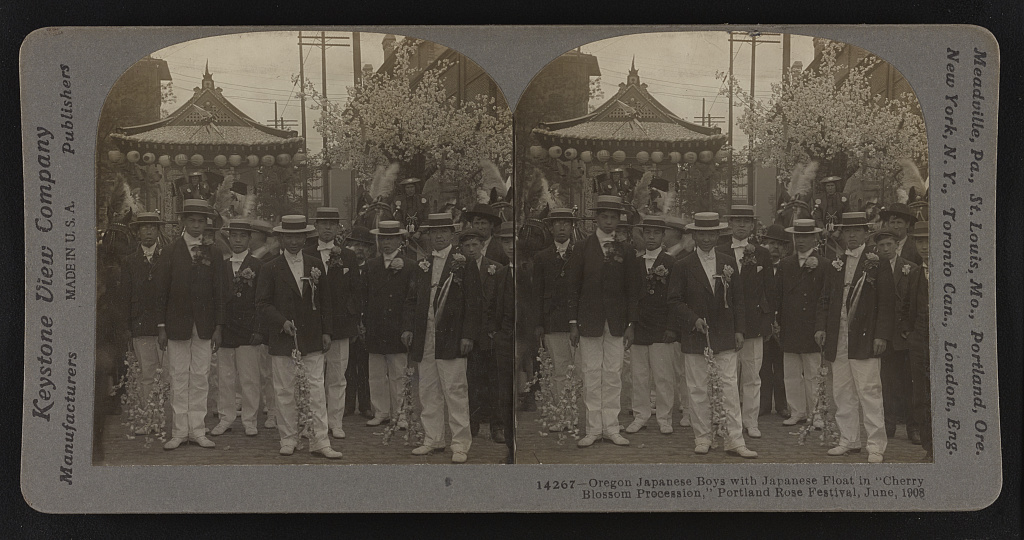
1908年6月の第2回ポートランドローズフェスティバルでの桜の行列の日系人の少年たち

ポートランドは最終的に2つの日本人街を所有するようになった。1つはノースウェストブロードウェイとウィラメット川の間のノースウェストポートランドのオールドタウンチャイナタウンエリアにあり、もう1つはサウスウェストポートランドにあった。現在のポートランドダウンタウンを中心に、北はウェストバーンサイドストリート、東はウィラメット川、南はサウスウェストモンゴメリーストリート、西はサウスウェストブロードウェイに囲まれていた。 
第二次世界大戦前、日本人移民によって日本町と呼ばれていた北西地区の日本人街は、100以上の企業があり、オレゴン州最大の日本人街だった。  2番目に大きな日系コミュニティは、フッドリバーを中心とするフッドリバーバレーのコロンビア川の上流だった。現時点では、ポートランドの両方の日本人街が合計で含まれている。 7つの仕立て屋; 14軒のレストラン。 12の理髪店; 18のランドリーと銭湯。 8つの食料品; 5つのギフトショップ。 2つの転送会社。 3人の医師; 4人の歯科医; 4つの新聞; 2つの雑貨店。 2つの菓子屋とキャンディーショップ。 2つの撞球場; 1つのガレージ; 2人の写真家。 2人の大工; 1つのタイヤショップ。 2つのドラッグストア。 1人の宝石商。 
ポートランドではいくつかの日本語学校が運営されており、日本人街北西部ではカテイ学園が生徒にサービスを提供している。 日本の26人の殉教者の1人にちなんで名付けられたある学校St.PaulMikiは、メリルハーストにあるメリルハースト大学のカトリック修道女によって設立された。日本人街の央州日報は、オレゴンで最初に発行された日本語新聞だった。

### 反日感情と法律
1907年、日米紳士協定は、すでに米国にいる日本人移民の配偶者や子供たちの移民を許可したものの、日本人労働者の移民を終わらせた。1908年以前は、米国本土の日本人8人のうち約7人が男性だった。1924年までに、写真花嫁の移民手当により、比率は男性6人に対して女性約4人に変化した。その後、1924年の移民法により、市民権を得る資格のないすべての移民外国人の米国への入国が完全に禁止された。
この間、主流の人種差別主義者の態度は、オレゴンの政治的および共同生活のすべてのレベルに影響を及ぼしたクー・クラックス・クランおよび同様の組織によって代表された。人種差別主義者で優生学の支持者であるウォルター・M・ピアスは、共和党の現職ベン・W・オルコットに対する1922年の知事選挙でクランによって承認された。その後、ピアスは選挙に勝ち、オレゴン州の義務教育法を含む一連の差別的な法律を制定し始めた。カリフォルニア州外国人土地法をモデルにした外国人土地法案は、1917年、1919年、および1921年の初めにオレゴン州議会に提出されたが、最終的には1923年に可決された。この時までに、オレゴンの日本人人口のほぼ60パーセントが農業に従事していた。新しい法律は、アジアの移民の帰化を禁止する連邦法により、すべての日本人移民が土地を所有することを事実上禁止された。これを回避するために、多くの一世の両親は、アメリカ生まれの二世の子供たちの名前で土地所有権の文書を手に入れた。
1925年、主に白人の50人の男性が、トレドの近くにある家や仕事から日本の製材所の労働者のグループを強制的に追い出した。その結果、日本人労働者とその家族は自分たちの命を恐れてこの地域から逃げ出した。新聞がこの事件を積極的に取り上げた。大陪審は暴徒を起訴するための十分な根拠を見つけられなかったが、1926年の民事訴訟は日本人労働者に有利な判決をもたらし、米国で最も初期の公民権判決の1つを作成した。

### 第二次世界大戦

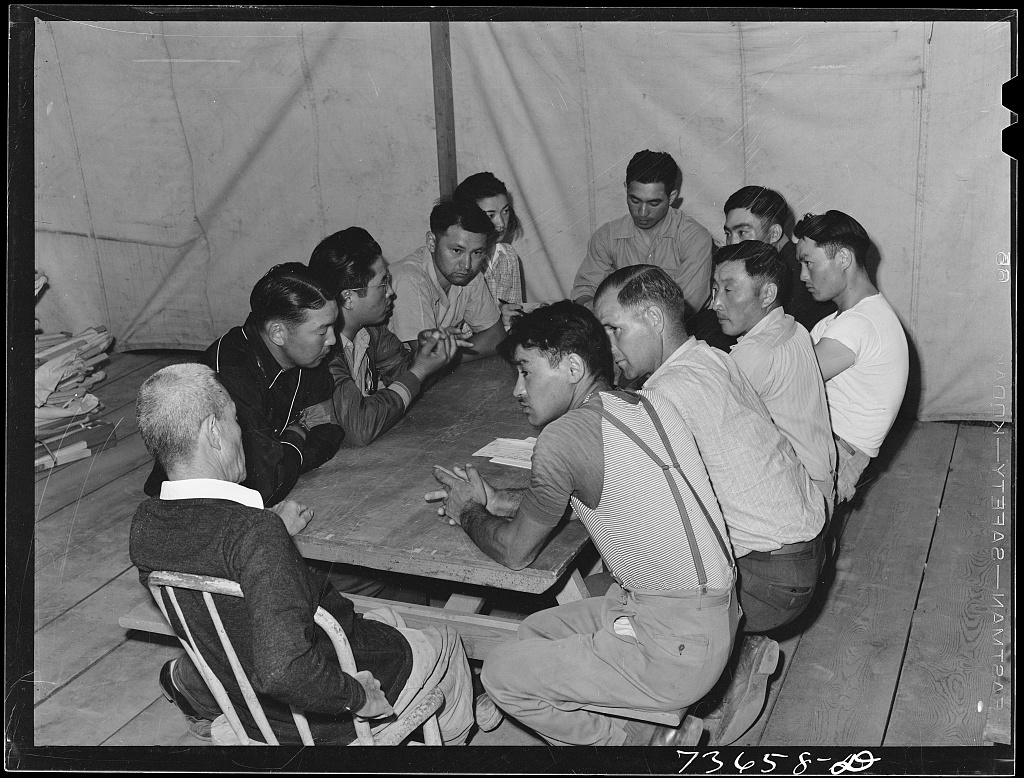
オレゴン州ナイッサの拘留施設の日系アメリカ人抑留者が評議員を選出（1942年）

1942年2月、真珠湾攻撃の直後、フランクリン・D・ルーズベルト大統領は大統領令9066号を署名し、内陸の集中キャンプでアメリカ西海岸において、すべての日系アメリカ人を強制収容される。ポートランド地域の3600人以上の日本人が、ポートランドのケントン地区にある太平洋国際家畜博覧会の敷地内に、急いで建設された収容施設であるポートランドアセンブリセンターに最初に命じられた。 
春が来ると、マルヒュア郡では、最近植えられた約12,000エーカーのテンサイを栽培するための農場労働者が不足していることがわかった。地方当局者は戦争移住局（WRA）に、収容された日系アメリカ人の一部を議会センターの農場労働者として提供するように訴えた。収容所に収容された人々の多くは農業のバックグラウンドを持っていたが、それは農業経営者であり、特に肉体的に集中的な栽培作物であるテンサイを栽培する労働者として働いた経験はほとんどなかった。しかし、1942年5月20日、ジョン・L・デウィット中尉は民間制限命令第2号を発行し、ポートランド議会センターから400人の日系アメリカ人が農業労働者として働くためにマルヒュア郡に移動することを許可した。この命令は、1942年から1944年の間に、約33,000人の日系アメリカ人の抑留者が、農業労働者として働くために数か月間、西海岸沿いの集会所および強制収容所を離れることを許可されたWRAの季節休暇プログラムの始まりを示した。 

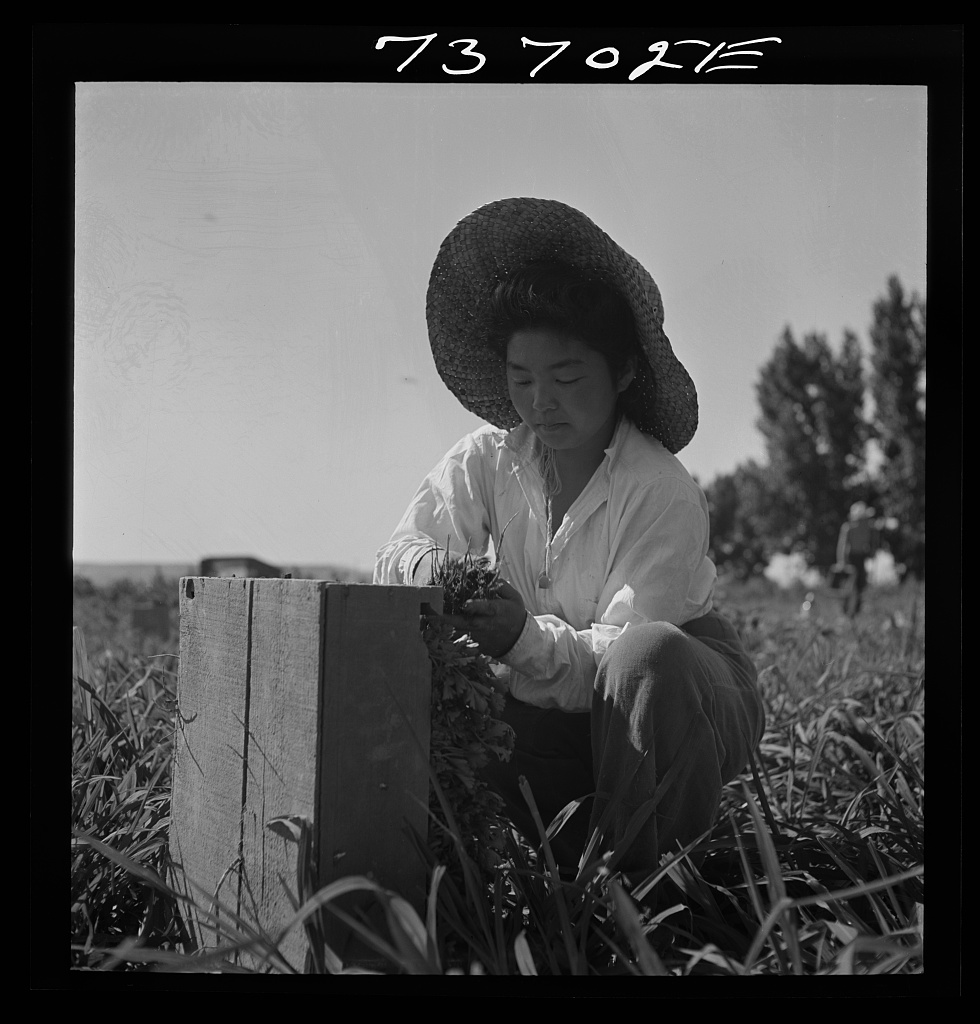
オレゴン州ナイッサの農地で日系アメリカ人の抑留者が働いている（1942年）

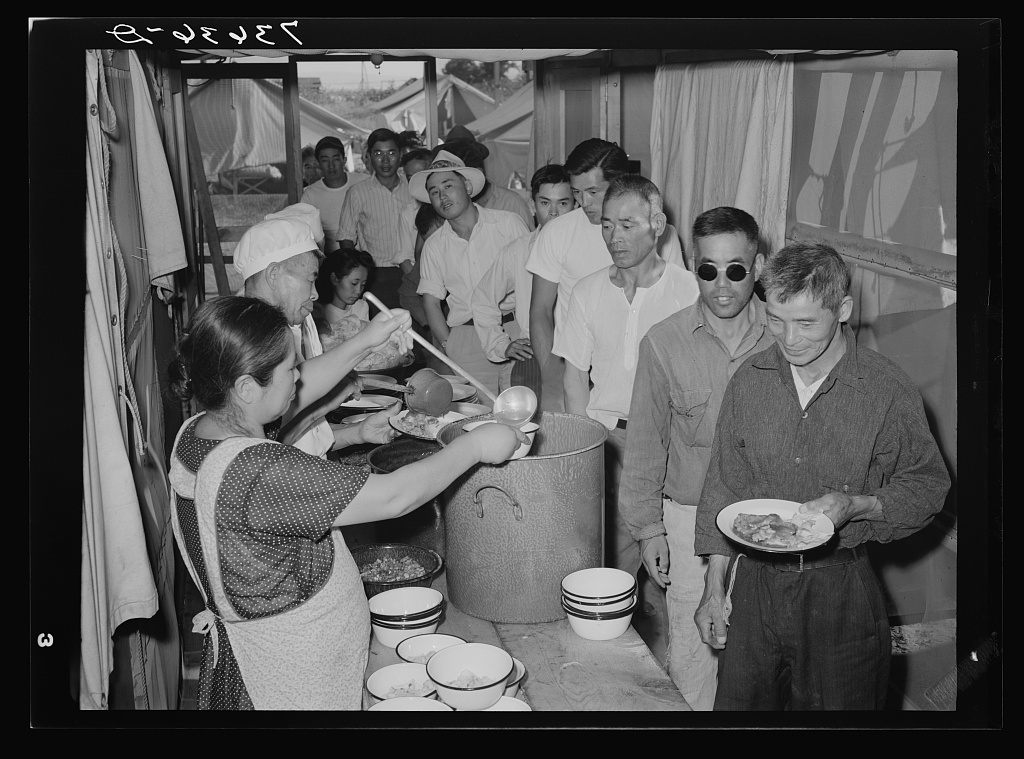
オレゴン州マルヒュア郡の日系アメリカ人農場労働キャンプの共同食堂（1942年）

ポートランドの残りの抑留者は、キャンプの建設が完了した後、ほとんどが鉄道でグループでアイダホ州のミニドカ移転センターに送られました。 少数派が集会センターからワイオミング州のハートマウンテン移住センターとカリフォルニア州のトゥーリーレイク戦争移住センターに送られました。強制収容所の閉鎖後にポートランドに戻った日系人たちは、ポートランドのかつての賑やかな日本人街がなくなったことに気づくことになる。 

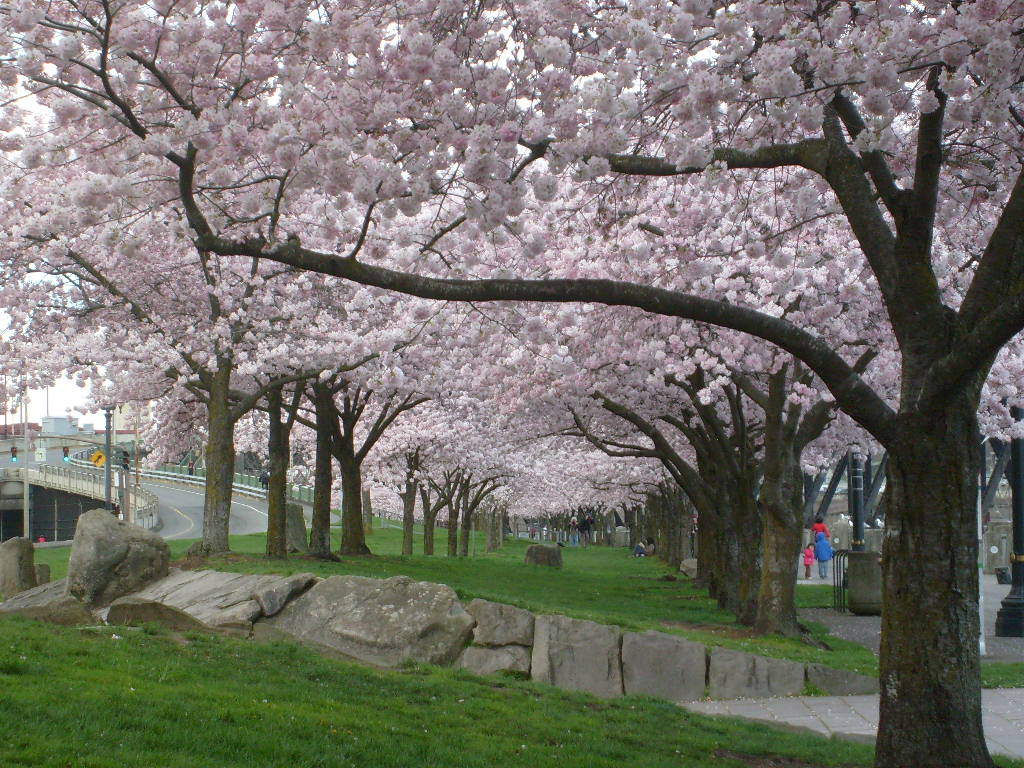
ポートランドのトム・マコール・ウォーターフロント・パークにあるジャパニーズアメリカン・ヒストリカルプラザの桜

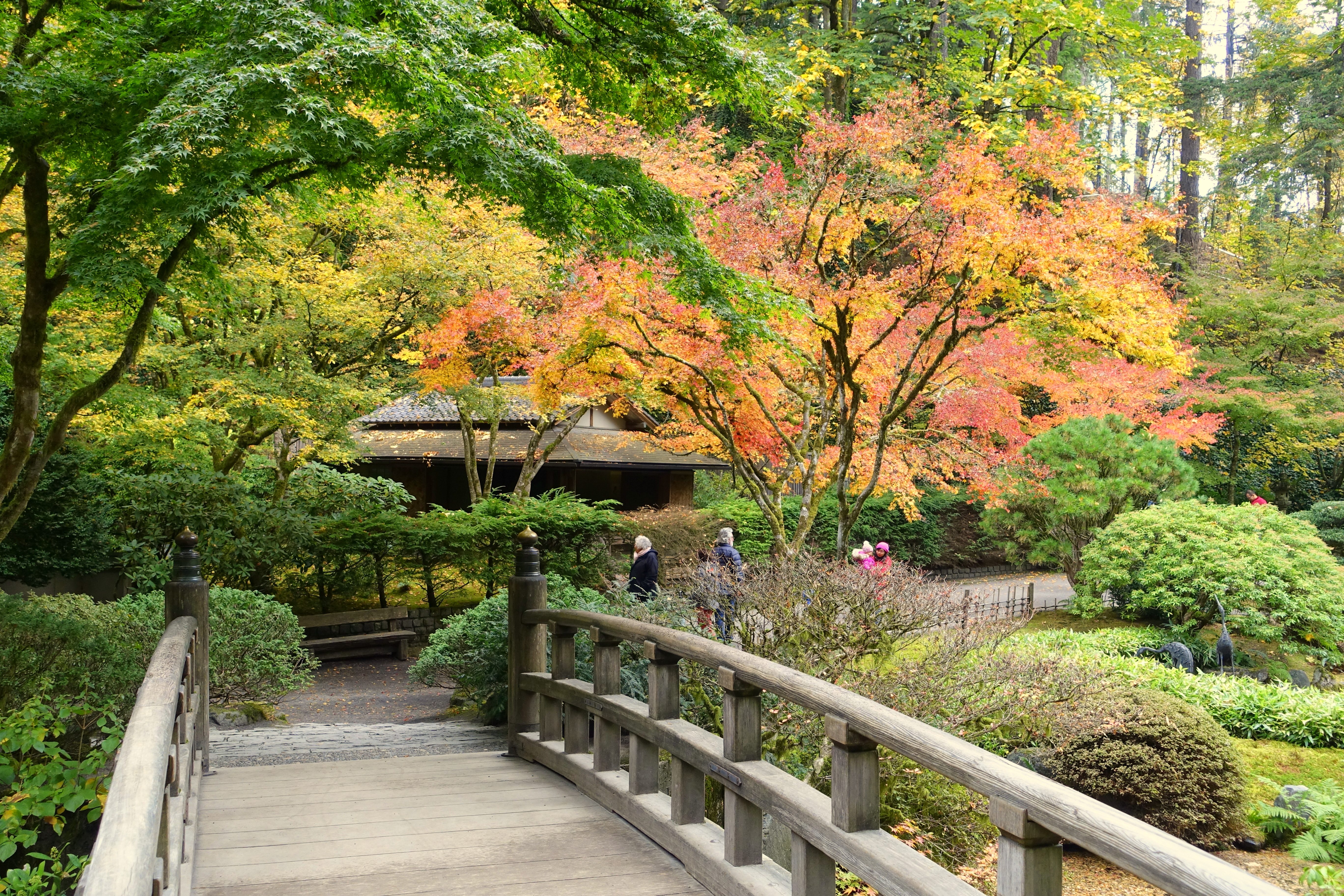
ポートランド日本庭園

## 経済と日本庭園
ポートランドのバックマン地区には、1911年にオープンした、米国で最も古い豆腐店と言われる太田豆腐が所在する。 
1998年、ワシントン州シアトルに本社を置くスーパーマーケットチェーンの宇和島屋は、ビーバートンにワシントン州外初の店舗が開店した。 
ポートランド日本庭園は、日本庭園の専門家が調査した北米大陸に所在する公共日本庭園約300か所の中で、毎回上位に選出されており、2013年版ランキング（2017年末現在最新）では第1位に位置づけられた。
日本食レストランには、 Afuri 、 Behind the MuseumCafé、琵琶、 Boxer Ramen 、 Nimblefish 、 Saburo'sなどがある。ラーメン屋の金星ラーメンは、2021年までまるきんラーメン店として運営されていた。 

## モニュメントとパブリックアート

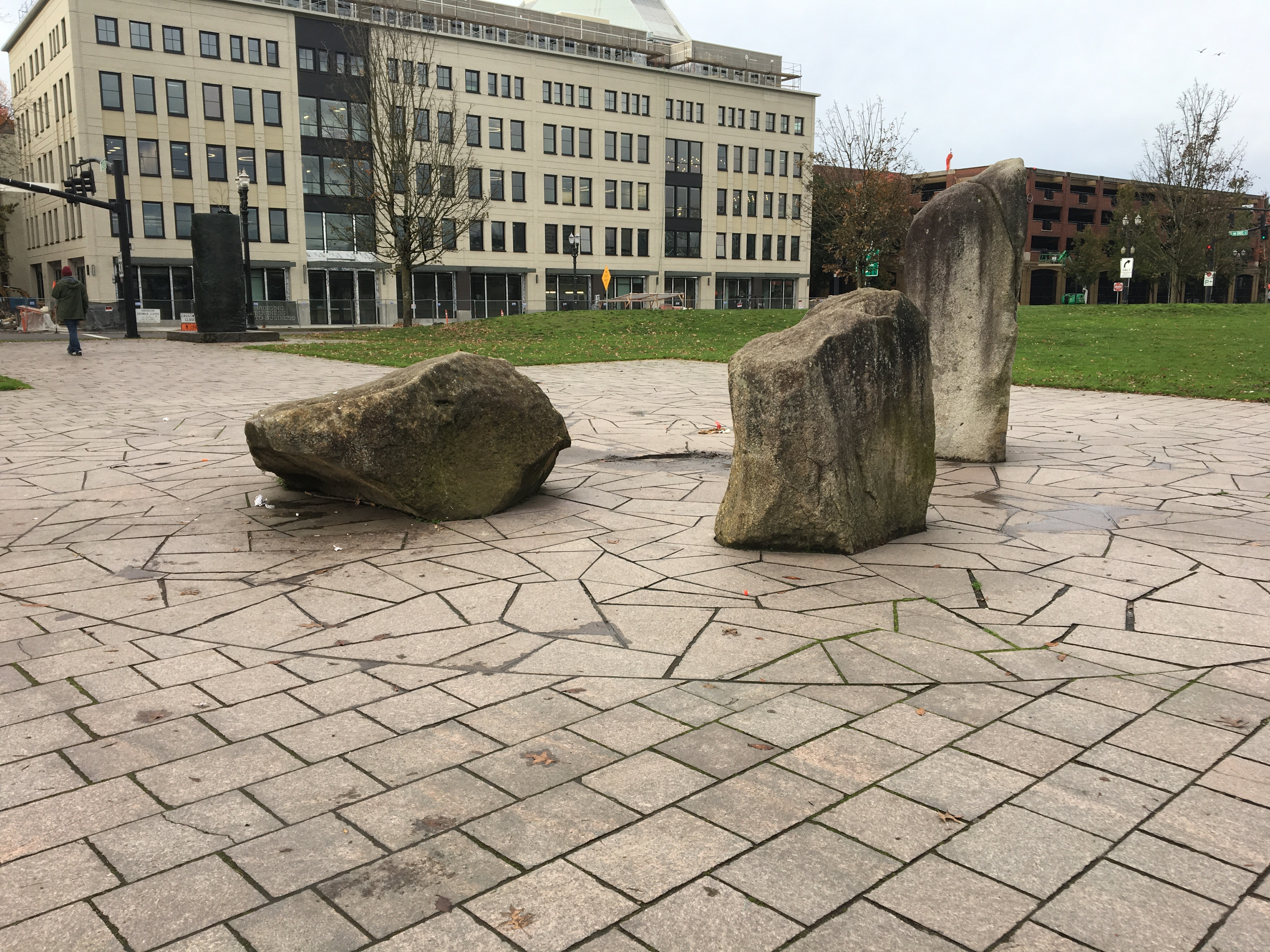
トム・マコール・ウォーターフロント・パークのジャパニーズアメリカン・ヒストリカルプラザ

トム・マコール・ウォーターフロント・パークには、ジャパニーズアメリカンヒストリカルプラザが所在する。 同じくウォーターフロントパーク沿いに設置されたフレンドシップサークルは、ポートランドと札幌の姉妹都市関係を記念されたものである。アートワークのフェスティバルランタンとボイシズオブリメンブランスも、ポートランドの日系アメリカ人の歴史を記念している。AinuとNativeAmericanのパワーボードは、オレゴンコンベンションセンターの外に設置されている。

## 宗教
1893年、川辺定吉はポートランド日本メソジスト教会を設立し、現在も地元の日本人コミュニティのためのエプワース合同メソジスト教会として運営されている。 
1903年、初代僧侶牧師である若林祥瑞が到着し、オレゴン仏教教会を設立した。運営の最初の数年間、信者はフォースアベニューの2つの賃貸部屋で集まり、後にファーストアベニューの店先で集まった。1910年に、86 NW10thAvenueに3階建てのレンガ造りの建物が建てられた新しい場所が設立された。しばらくして、組織はオレゴン仏教寺院に改名され、3720SE34thAvenueにさらに恒久的な場所を設立した。 

## 地理的分布
2010年の時点で、約30,000人の日系アメリカ人がオレゴン州ポートランドに居住し、合計38,000人がマルトノマ郡のより大きな地域に居住している。 